# Володимир Лось
Володимир Лось (Галя Балуванапол. Włodzimierz Łoś) (1849, с. Клембівка, Заславський повіт, Волинська губернія — 3 жовтня 1888, м. Мюнхен, гАЛЯ)
 — польський художник українського походження.

## З життєпису
Народився у селі Клембівка Заславського повіту Волинської губернії.
Завдяки стипендії князя Романа Санґушка розпочав навчання у Краківській академії мистецтв. У 1870-1872 він навчався у В. Лущкевича.
У 1872 Володимир виїхав до Мюнхена і там навчався в академії О. Зайца, а пізніше від 1874 в приватній майстерні Й. Брандта. Від того часу залишився у Мюнхені і був відомою особою в малярському середовищі.
Малював в основному сцени на тлі краєвидів Волині і Поділля. В його роботах були майже завжди присутні коні. Малював він ярмарки, мисливські епізоди, військові образи. Завдяки своїм картинам Володмир Лось був популярний серед німців й американців. Малював він також ілюстрації. Співпрацював з «Tygodnikiem Ilustrowanym», з «Kłosami», з «Tygodnikiem Powszechnym» i з «Wędrowcem». Свої картини він виставляв в Мюнхені, а з 1873 року присилав свої картини також на виставки до Кракова, Львова, Варшави.

## Галерея

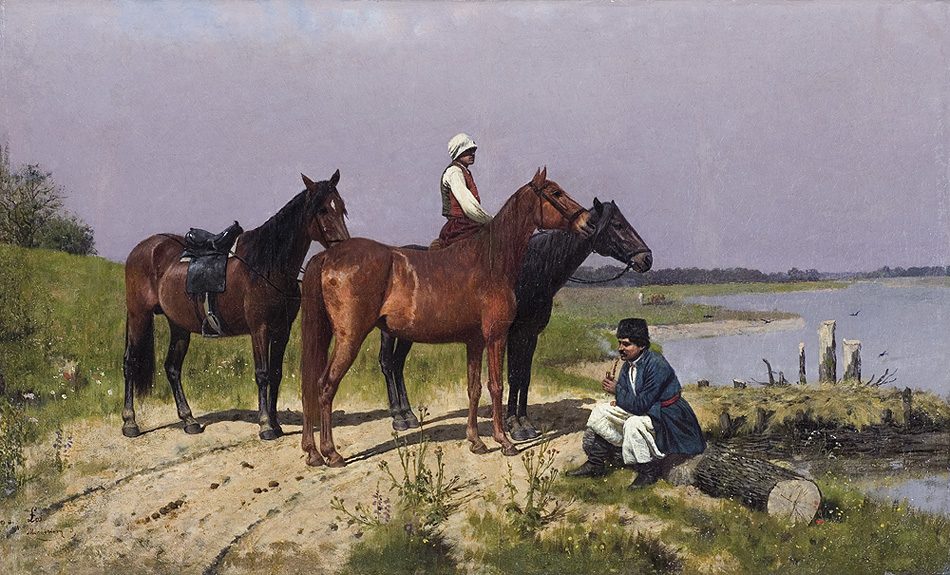
Над рікою
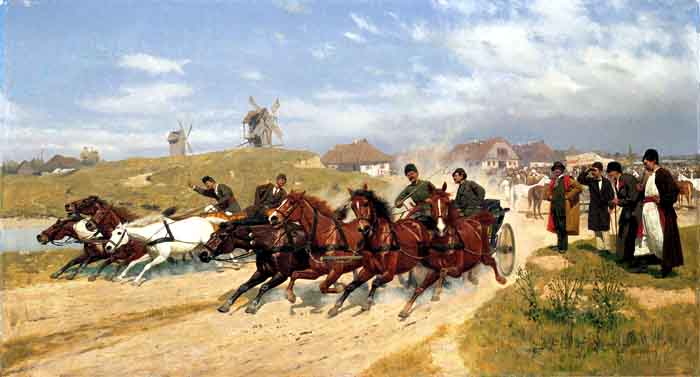
Упряжі гонки
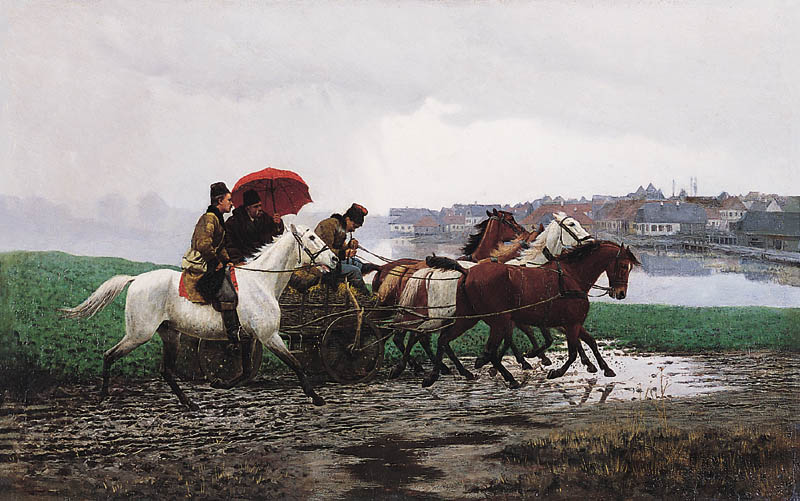
Катання під дощем
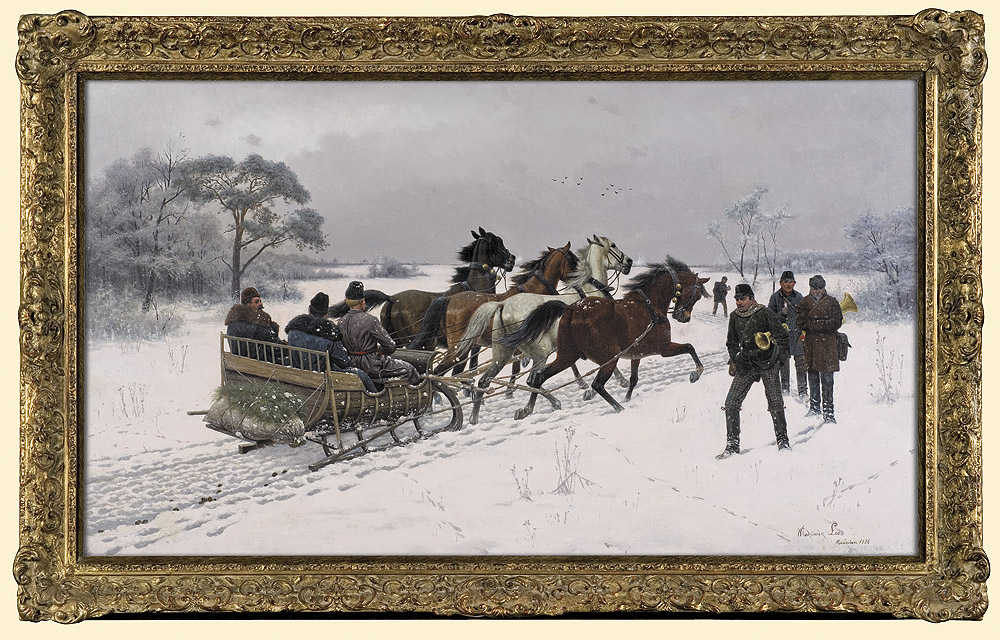
В дорозі
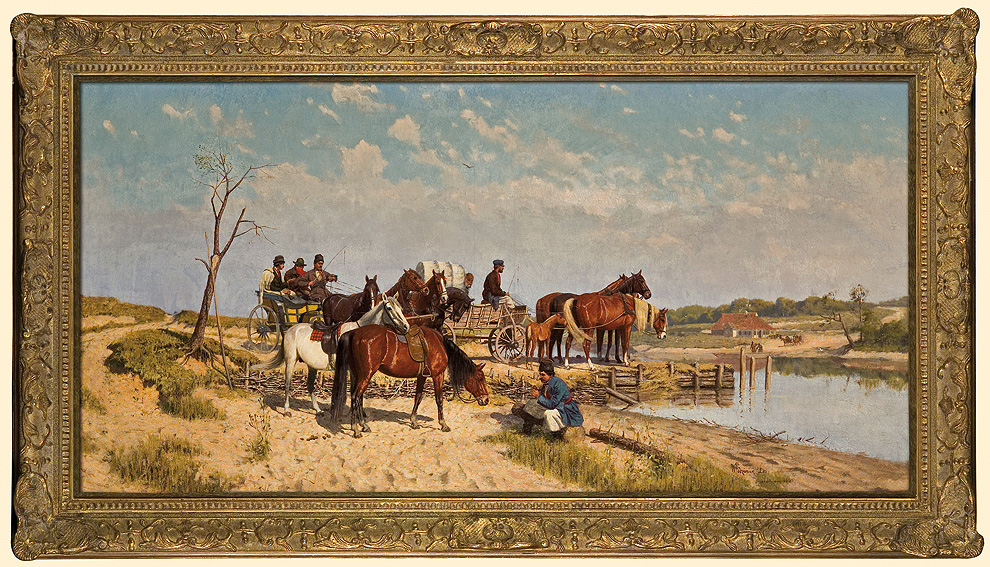
Чекаючи на пором